# Mussi Bollini
Maria Bollini Lucisano, meglio nota come Mussi Bollini (Milano, 1º settembre 1957), è un'autrice televisiva e produttrice televisiva italiana.

## Biografia
Laureata in Pedagogia alla Sapienza - Università di Roma, la Bollini entra in RAI nel 1982 e comincia ad occuparsi dei programmi per bambini e ragazzi di Rai 1, come Big! e Solletico.
A novembre del 1998 passa a Rai 3 e lavora all'ideazione e organizzazione di programmi televisivi come la Melevisione, il GT Ragazzi, Screensaver ed È domenica papà.
Premio Unicef nel 2004, Mussi Bollini è stata vice direttrice di Rai Ragazzi con delega a Rai Gulp fino al 2024, anno del suo pensionamento.
Dal 2011 è Direttore Artistico del Fiuggi Family Festival, kermesse cinematografica internazionale.
Da aprile 2015 è nominata Vicedirettrice centro di produzione Rai Tv di Torino. 

## Produzioni
- 1999: Melevisione e Melevisione e le sue storie.
- 2000: Melevisione, Melevisione e le sue storie e Doppiavù.
- 2001: Melevisione, Zona Franka, Il Videogiornale del Fantabosco, GT Ragazzi e Melevisione e le sue storie.
- 2002: Melevisione, Zona Franka, GT Ragazzi, Il Videogiornale del Fantabosco e Andrea Tuttostorie.
- 2003: Melevisione, Screensaver, GT Ragazzi, Il Videogiornale del Fantabosco, È domenica papà, Fantasy Party e Melevisione e le sue storie.
- 2004-2005: Treddi, Melevisione, Screensaver, Il Videogiornale del Fantabosco, È domenica papà, Hit Science, Melevisione e le sue storie e Il calendario dell'avvento.